# Fatih Avan
Fatih Avan (ur. 1 stycznia 1989 w Andırın) – turecki lekkoatleta, specjalizujący się w rzucie oszczepem.
Karierę zaczynał od brązowego medalu gimnazjady w 2006. W 2009 wywalczył złoty medal igrzysk śródziemnomorskich, był jedenasty na uniwersjadzie, siódmy na młodzieżowych mistrzostwach Europy oraz odpadł w eliminacjach podczas mistrzostw globu. W 2011 zdobył srebrny medal młodzieżowych mistrzostw kontynentu. Na koniec sezonu 2011 został wybrany – wraz z bułgarską sprinterką Iwet Łałową – najlepszym lekkoatletą krajów bałkańskich. W sezonie 2012 nie awansował do finału mistrzostw Europy i igrzysk olimpijskich. Od 2013 roku jego trenerem jest były dwukrotny medalista olimpijski Rosjanin Siergiej Makarow. W końcu czerwca 2013 zdobył drugi w karierze złoty medal igrzysk śródziemnomorskich.
Medalista mistrzostw kraju. Reprezentant Turcji podczas drużynowych mistrzostw Europy (2009, 2010, 2011, 2013).
Rekord życiowy: 85,60 (20 maja 2012, Izmir). Wynik ten jest aktualnym rekordem Turcji.

## Osiągnięcia
| Rok  | Impreza                                 | Miejsce   | Lokata            | Wynik |
| ---- | --------------------------------------- | --------- | ----------------- | ----- |
| 2006 | Gimnazjada                              | Saloniki  | 3. miejsce        | 68,92 |
| 2009 | Zimowy puchar Europy w rzutach          | Teneryfa  | 3. miejsce        | 74,82 |
| 2009 | I liga drużynowych mistrzostw Europy    | Bergen    | 7. miejsce        | 75,72 |
| 2009 | Igrzyska śródziemnomorskie              | Pescara   | 1. miejsce        | 79,78 |
| 2009 | Uniwersjada                             | Belgrad   | 11. miejsce       | 73,31 |
| 2009 | Młodzieżowe mistrzostwa Europy          | Kowno     | 7. miejsce        | 75,50 |
| 2009 | Mistrzostwa świata                      | Berlin    | el. – 19. miejsce | 78,12 |
| 2010 | Zimowy puchar Europy w rzutach          | Arles     | 4. miejsce        | 74,55 |
| 2010 | I liga drużynowych mistrzostw Europy    | Budapeszt | 7. miejsce        | 70,45 |
| 2011 | Zimowy puchar Europy w rzutach          | Sofia     | 1. miejsce        | 80,19 |
| 2011 | I liga drużynowych mistrzostw Europy    | Izmir     | 2. miejsce        | 77,31 |
| 2011 | Młodzieżowe mistrzostwa Europy          | Ostrawa   | 2. miejsce        | 84,11 |
| 2011 | Uniwersjada                             | Shenzhen  | 1. miejsce        | 83,79 |
| 2011 | Mistrzostwa świata                      | Daegu     | 5. miejsce        | 83,34 |
| 2012 | Zimowy puchar Europy w rzutach          | Bar       | 1. miejsce        | 81,09 |
| 2012 | Mistrzostwa Europy                      | Helsinki  | el. – 14. miejsce | 78,31 |
| 2012 | Igrzyska olimpijskie                    | Londyn    | el. – 20. miejsce | 78,87 |
| 2013 | Superliga drużynowych mistrzostw Europy | Gateshead | 10. miejsce       | 71,12 |
| 2013 | Igrzyska śródziemnomorskie              | Mersin    | 1. miejsce        | 83,84 |
| 2013 | Uniwersjada                             | Kazań     | 3. miejsce        | 81,24 |
| 2013 | Mistrzostwa świata                      | Moskwa    | el. – 12. miejsce | 80,09 |
| 2013 | Igrzyska solidarności islamskiej        | Palembang | 2. miejsce        | 78,15 |
| 2014 | Mistrzostwa Europy                      | Zurych    | el. – 25. miejsce | 73,28 |
| 2015 | Zimowy puchar Europy w rzutach          | Leiria    | 3. miejsce        | 81,45 |